# Ray (filme)
Ray, lançado no Brasil e em Portugal com o mesmo título, é um filme norte-americano de 2004, do gênero drama biográfico-musical, produzido e dirigido por Taylor Hackford com roteiro de James L. White e do próprio diretor baseado na vida do cantor Ray Charles. 
De produção independente, Ray foi estrelado por Jamie Foxx no papel-título, o que lhe valeu um Óscar na categoria de melhor ator, além dos prêmios BAFTA, Screen Actors Guild e um Globo de Ouro, tornando-se o segundo ator[carece de fontes?] a receber as cinco maiores premiações do cinema. 

## Sinopse
Criado em uma plantação no norte da Flórida, Ray Charles Robinson fica cego aos sete anos de idade, logo após presenciar o afogamento de seu irmão mais novo. Inspirado por sua mãe ferozmente independente, Ray encontrou seu dom através de um piano. Viajando pelo Chitlin' circuit, o cantor de soul firma sua reputação antes de explodir mundo afora ao mesclar o rhythm and blues com outros estilos, como o rock and roll e gospel. Ray Charles torna-se uma lenda inimitável em todo o cenário musical mundial.

## Elenco
- Jamie Foxx como Ray Charles
- C.J Sanders como Ray Charles criança
- Sharon Warren como mãe de Ray Charles, Aretha Robinson
- Kerry Washington como Della Bea Robinson
- Regina King como Margie Hendricks
- Renee Wilson como Pat Lyle
- Larenz Tate como Quincy Jones
- Harry Lennix como Joe Adams
- Tequan Richmond como Ray Jr.
- Clifton Powell como Jeff Brown
- Curtis Armstrong como Ahmet Ertegun
- Richard Schiff como Jerry Wexler
- Kurt Fuller como Sam Clark
- Richard A. Smith como Til
- Patrick Bauchau como dr. Hacker
- Terrence Howard como Gossie McKee
- Chris Thomas King como Lowell Fulson
- Wendell Pierce como Wilbur Brassfield

## Prêmios e nomeações
Oscar 2005
| Ano  | Categoria             | Recipientes                                               | Resultado |
| ---- | --------------------- | --------------------------------------------------------- | --------- |
| 2005 | Melhor filme          |                                                           | Indicado  |
| 2005 | Melhor diretor        | Taylor Hackford                                           | Indicado  |
| 2005 | Melhor ator           | Jamie Foxx                                                | Venceu    |
| 2005 | Melhor edição         | Paul Hirsch                                               | Indicado  |
| 2005 | Melhor figurino       | Sharen Davis                                              | Indicado  |
| 2005 | Melhor mixagem de som | Bob Beemer, Greg Orloff, Steven Cantamessa e Scott Millan | Venceu    |

Globo de Ouro 2005
| Ano  | Categoria                      | Recipiente | Resultado |
| ---- | ------------------------------ | ---------- | --------- |
| 2005 | Melhor filme (comédia/musical) |            | Indicado  |
| 2005 | Melhor ator (comédia/musical)  | Jamie Foxx | Venceu    |

SAG Awards 2005
| Ano  | Categoria               | Recipiente | Resultado                   |
| ---- | ----------------------- | ---------- | --------------------------- |
| 2005 | Melhor ator (principal) | Jamie Foxx | Venceu[carece de fontes?]   |
| 2005 | Melhor elenco           | Elenco     | Indicado[carece de fontes?] |